# Lello Pontecorvo
Lello Pontecorvo ist ein italienischer Schauspieler und Filmregisseur.
Neben kleinen Rollen in unbedeutenden Filmen war Pontecorvo der Regisseur einer Komödie aus dem Jahr 1982, Ricomincia da zero, in der er Renato Cecilia und Enzo Pulcrano in den Hauptrollen inszenierte.

## Filmografie (Auswahl)
- 1973: Nonnen, Gold und Gin (Sette monache a Kansas City)